# Yoshinori Suzuki
Yoshinori Suzuki (鈴木 義宜?, Suzuki Yoshinori; Miyazaki, 11 settembre 1992) è un calciatore giapponese, difensore del Kyoto Sanga.

## Caratteristiche tecniche
È un difensore centrale.

## Palmarès

### Club

#### Competizioni nazionali
- J3 League: 1

Oita Trinita: 2016

### Individuale
- Squadra della J2 League: 1

2023